# 卡夫卡博物馆
卡夫卡博物馆 （Franz Kafka Museum）是捷克布拉格的一个关于作家弗朗茨·卡夫卡的博物馆。博物馆收藏了许多第一版的卡夫卡书籍，并展示了由卡夫卡创作的信件、日记和图画。